# Кубок претендентов по волейболу среди мужчин 2019
II розыгрыш Кубка претендентов по волейболу среди мужских команд проходил с 3 по 7 июля 2019 года в Любляне с участием 6 национальных сборных. Победителем соревнования стала сборная Словении. Она получила право выступать в следующем сезоне в Лиге наций вместо сборной Португалии, показавшей худший результат среди команд-претендентов в розыгрыше Лиги наций-2019.

## Участники
Кубок претендентов разыграли 6 команд.
| Конфедерация | Команды         |
| ------------ | --------------- |
| Организатор  | Словения        |
| CEV          | Турция Беларусь |
| CAVB         | Египет          |
| CSV          | Чили            |
| NORCECA      | Куба            |

От Европы в соревновании, помимо команды страны-организатора — Словении, выступали победитель и финалист Золотого дивизиона Евролиги-2019 — Турция и Беларусь. Участником Кубка претендентов от Африки на основании рейтинга Международной федерации волейбола стала сборная Египта. Сборная Чили получила путёвку на Кубок претендентов по итогам Панамериканского кубка, сборная Кубы — по итогам Североамериканского отборочного турнира.

## Североамериканский отборочный турнир
Турнир проходил в Гаване с участием 3 команд. Отказалась от выступления первоначально заявленная сборная Доминиканской Республики. Победителем стала сборная Кубы.
|                | Матчи | Матчи | Очки | Сеты | Сеты | Сеты  | Мячи | Мячи | Мячи  |
| В              | П     | В     | Очки | П    | В:П  | В     | П    | В:П  |       |
| -------------- | ----- | ----- | ---- | ---- | ---- | ----- | ---- | ---- | ----- |
| 1. Куба        | 2     | 0     | 9    | 6    | 1    | 6,000 | 173  | 139  | 1,245 |
| 2. Пуэрто-Рико | 1     | 1     | 4    | 4    | 5    | 0,800 | 186  | 199  | 0,935 |
| 3. Мексика     | 0     | 2     | 2    | 2    | 6    | 0,333 | 160  | 181  | 0,884 |

| Дата  |         | Счёт |             | Сеты  | Сеты  | Сеты  | Сеты  | Сеты  | Отчёт |
| Дата  | 1       | Счёт | 2           | 3     | 4     | 5     |       |       | Отчёт |
| ----- | ------- | ---- | ----------- | ----- | ----- | ----- | ----- | ----- | ----- |
| 30.05 | Куба    | 3:0  | Мексика     | 25:16 | 25:22 | 25:21 |       |       | P2    |
| 31.05 | Мексика | 2:3  | Пуэрто-Рико | 25:19 | 15:25 | 25:22 | 23:25 | 13:15 | P2    |
| 1.06  | Куба    | 3:1  | Пуэрто-Рико | 21:25 | 25:15 | 25:15 | 27:25 |       | P2    |

## Основной турнир
Матчи прошли с 3 по 7 июля в Любляне. Сборные играли в один круг в двух группах из трёх команд, затем четвёрка сильнейших провела полуфинальные матчи и финалы за 1-е и 3-е места.

### Группа A
|             | Матчи   | Матчи | Очки | Сеты | Сеты | Сеты  | Мячи | Мячи | Мячи  |
| В (3:2)     | П (2:3) | В     | Очки | П    | В:П  | В     | П    | В:П  |       |
| ----------- | ------- | ----- | ---- | ---- | ---- | ----- | ---- | ---- | ----- |
| 1. Словения | 2 (0)   | 0 (0) | 6    | 6    | 1    | 6,000 | 173  | 122  | 1,418 |
| 2. Турция   | 1 (0)   | 1 (0) | 3    | 4    | 3    | 1,333 | 148  | 155  | 0,955 |
| 3. Чили     | 0 (0)   | 2 (0) | 0    | 0    | 6    | 0,000 | 106  | 150  | 0,707 |

| Дата |          | Счёт |        | Сеты  | Сеты  | Сеты  | Сеты  | Сеты | Отчёт |
| Дата | 1        | Счёт | 2      | 3     | 4     | 5     |       |      | Отчёт |
| ---- | -------- | ---- | ------ | ----- | ----- | ----- | ----- | ---- | ----- |
| 3.07 | Словения | 3:0  | Чили   | 25:15 | 25:15 | 25:19 |       |      | P2    |
| 4.07 | Турция   | 3:0  | Чили   | 25:13 | 25:22 | 25:22 |       |      | P2    |
| 5.07 | Словения | 3:1  | Турция | 23:25 | 25:16 | 25:15 | 25:17 |      | P2    |

### Группа B
|             | Матчи   | Матчи | Очки | Сеты | Сеты | Сеты  | Мячи | Мячи | Мячи  |
| В (3:2)     | П (2:3) | В     | Очки | П    | В:П  | В     | П    | В:П  |       |
| ----------- | ------- | ----- | ---- | ---- | ---- | ----- | ---- | ---- | ----- |
| 1. Куба     | 2 (1)   | 0 (0) | 5    | 6    | 3    | 2,000 | 206  | 184  | 1,120 |
| 2. Беларусь | 1 (1)   | 1 (0) | 2    | 4    | 5    | 0,800 | 193  | 195  | 0,990 |
| 3. Египет   | 0 (0)   | 2 (2) | 2    | 4    | 6    | 0,667 | 197  | 217  | 0,908 |

| Дата |        | Счёт |          | Сеты  | Сеты  | Сеты  | Сеты  | Сеты | Отчёт |
| Дата | 1      | Счёт | 2        | 3     | 4     | 5     |       |      | Отчёт |
| ---- | ------ | ---- | -------- | ----- | ----- | ----- | ----- | ---- | ----- |
| 3.07 | Египет | 2:3  | Беларусь | 25:21 | 16:25 | 25:20 | 24:26 | 9:15 | P2    |
| 4.07 | Куба   | 3:1  | Беларусь | 25:20 | 21:25 | 25:21 | 25:20 |      | P2    |
| 5.07 | Египет | 2:3  | Куба     | 23:25 | 18:25 | 25:23 | 25:22 | 7:15 | P2    |

### Полуфиналы
| Дата |          | Счёт |          | Сеты  | Сеты  | Сеты  | Сеты  | Сеты  | Отчёт |
| Дата | 1        | Счёт | 2        | 3     | 4     | 5     |       |       | Отчёт |
| ---- | -------- | ---- | -------- | ----- | ----- | ----- | ----- | ----- | ----- |
| 6.07 | Куба     | 3:2  | Турция   | 22:25 | 25:23 | 25:22 | 20:25 | 15:12 | P2    |
| 6.07 | Словения | 3:1  | Беларусь | 21:25 | 27:25 | 25:20 | 25:18 |       | P2    |

### Матч за 3-е место
| Дата |        | Счёт |          | Сеты  | Сеты  | Сеты  | Сеты  | Сеты | Отчёт |
| Дата | 1      | Счёт | 2        | 3     | 4     | 5     |       |      | Отчёт |
| ---- | ------ | ---- | -------- | ----- | ----- | ----- | ----- | ---- | ----- |
| 7.07 | Турция | 1:3  | Беларусь | 20:25 | 25:20 | 16:25 | 20:25 |      | P2    |

### Финал
| Дата |      | Счёт |          | Сеты  | Сеты  | Сеты  | Сеты | Сеты | Отчёт |
| Дата | 1    | Счёт | 2        | 3     | 4     | 5     |      |      | Отчёт |
| ---- | ---- | ---- | -------- | ----- | ----- | ----- | ---- | ---- | ----- |
| 7.07 | Куба | 0:3  | Словения | 24:26 | 21:25 | 21:25 |      |      | P2    |

## Призёры
| Золото | Серебро | Бронза |
| СловенияМатиц Видечник Деян Винчич Митя Гаспарини Яни Ковачич Ян Козамерник Ален Паенк Грегор Ропрет Урбан Томан Тине Урнаут Клемен Чебуль Ален Шкет Сашо Шталекар Жига Штерн Тончек Штерн Тренер — Альберто Джулиани | КубаРоами Алонсо Йондер Гарсия Адриан Гойде Хавьер Консепсьон Йохан Леон Мигель Лопес Осньель Мальгарехо Хосе Массо Ливан Осория Ливан Табоада Хесус Эррера Марлон Янг Тренер — Николас Вивес | БеларусьРоман Аплевич Владислав Бабкевич Сергей Бусел Дмитрий Ваш Артём Кудряшов Павел Куклинский Родион Мискевич Андрей Радюк Константин Тюшкевич Вячеслав Черепович Максим Шкредов Вячеслав Шмат Тренер — Виктор Бекша |